# Matteo Bussola
Matteo Bussola (Verona, 14 novembre 1971) è un fumettista, scrittore e conduttore radiofonico italiano.

## Biografia
Si è laureato in architettura allo IUAV di Venezia. Prima di intraprendere la carriera di fumettista lavora come progettista edile, ma all’età di 35 anni decide di investire nella sua passione per il disegno dei fumetti, trasformandola nella sua professione.
Lavora con Eura Editoriale esordendo, nel 2007, con il numero 23 di Detective Dante, disegna in seguito per Star Comics, e per le case editrici francesi Soleil Productions e Humanoïdes Associés. Nel 2011, insieme a Paola Barbato, crea il web comic Davvero, che successivamente esce anche in edicola sotto il marchio Star Comics. Nel 2012 inizia a collaborare con Sergio Bonelli Editore ed entra a far parte dello staff di disegnatori della serie Adam Wild, collana creata da Gianfranco Manfredi. Nel giugno 2021 esce su testi suoi e della sua compagna Paola Barbato, il fumetto Bacteria , illustrato da Emilio Pilliu ed edito da Star Comics.
Nel 2016 esce il suo primo libro Notti in bianco, baci a colazione (Einaudi Stile Libero), che diventa un best seller tradotto anche in Francia, Spagna, Germania, Stati Uniti e in diversi altri paesi. Il libro contiene una sequenza di racconti e dialoghi che descrivono la sua vita quotidiana di padre A settembre 2020 viene annunciata l'omonima trasposizione cinematografica del libro, uscito nelle sale poi nell'autunno del 2021. 
Sempre per Einaudi Stile Libero, ha pubblicato Sono puri i loro sogni nel 2017. 
Dall'autunno 2017 all'estate 2019 ha curato una rubrica settimanale dal titolo Storie alla finestra su Robinson, l'inserto culturale de la Repubblica. 
Nel maggio 2018 pubblica, ancora per Einaudi Stile Libero, il suo terzo libro La vita fino a te.
A maggio 2020 esce, sempre per Einaudi Stile Libero, il suo primo romanzo: L'invenzione di noi due.
A marzo 2021 esce, per Salani Editore, Viola e il Blu, il suo primo libro illustrato che ha per tema gli stereotipi di genere . Del volume, nel 2022, la Fondazione Aida produce una trasposizione teatrale con la regia di Lucia Messina e la sceneggiatura dello stesso Bussola e di Paola Barbato. I protagonisti vengono interpretati dagli attori Stefano Colli e Elisa Lombardi.
Da aprile 2021 scrive sul settimanale "F" la rubrica di racconti Uno scrittore, una donna.
Nel novembre 2021 esce, per Einaudi Stile Libero, il suo romanzo in racconti Il tempo di tornare a casa.
Alla fine di giugno 2022 esce, sempre per Einaudi Stile Libero, il suo romanzo in racconti Il rosmarino non capisce l'inverno, che diventa un best seller.
A gennaio 2023, per Salani Editore, scrive e disegna il romanzo illustrato Mezzamela. La bellezza di amarsi alla pari. 
Nel giugno del 2023 pubblica, ancora per Einaudi, un altro romanzo in racconti: Un buon posto in cui fermarsi..
Nell'ottobre dello stesso anno scrive il manga Zeroventi, il primo edito da Einaudi. I disegni sono di Emilio Pilliu.
Il 7 febbraio 2024, nel corso della seconda serata della settantaquattresima edizione del Festival di Sanremo, alcuni dei ragazzi del cast di Mare Fuori recitano un monologo scritto da lui, dal titolo Le nuove parole dell'Amore. 
Nel giugno del 2024 pubblica, per Einaudi, il romanzo La neve in fondo al mare. Nello stesso mese viene annunciata la trasposizione cinematografica del romanzo L'invenzione di noi due.

### Radio
Da settembre 2017 ha condotto su Radio 24, assieme a Federico Taddia, la trasmissione radiofonica I Padrieterni. Da settembre 2022 conduce sempre su Radio 24, con Federico Taddia, la trasmissione radiofonica Non mi capisci.

## Vita privata
È il compagno della scrittrice e sceneggiatrice di fumetti Paola Barbato: la coppia ha tre figlie .

## Opere

### Fumetti
- Detective Dante (Eura Editoriale), 2007
- Unità Speciale (Eura Editoriale), 2008
- Nucleo Operativo (Eura Editoriale), 2009
- Factor V (Star Comics), 2010
- Davvero (Star Comics), 2012
- Adam Wild (Sergio Bonelli Editore), 2015-2016
- Bacteria (Star Comics), 2021
- Zeroventi (Einaudi), 2023

### Romanzi
- Notti in bianco, baci a colazione, Einaudi, 2016, ISBN 9788806230517
- Sono puri i loro sogni. Lettera a noi genitori della scuola, Einaudi, 2017, ISBN 978-8806236229
- La vita fino a te, Einaudi, 2018, ISBN 978-8806236359
- L'invenzione di noi due, Einaudi, 2020, ISBN 9788806242381
- Il tempo di tornare a casa, Einaudi, 2021, ISBN 9788806249427
- Il rosmarino non capisce l'inverno, Einaudi, 2022, ISBN 9788806254483
- Un buon posto in cui fermarsi, Einaudi, 2023, ISBN  9788806254476
- La neve in fondo al mare, Einaudi, 2024, ISBN 9788806260651

### Libri illustrati
- Viola e il Blu, Salani Editore, 2021, ISBN 978-8831004114
- Mezzamela. La bellezza di amarsi alla pari, Salani editore, 2023, ISBN 9788831012553

### Opere teatrali
- Viola e il Blu, sceneggiatura e adattamento, 2022